# Go-Go’s

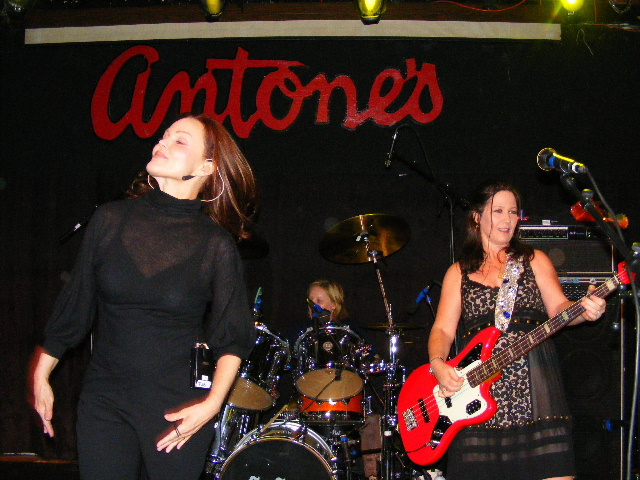
Belinda Carlisle, Kathy Valentine (rechts) und Gina Schock (hinten)

Go-Go’s sind eine US-amerikanische Rockband, die 1978 in Los Angeles gegründet wurde und zwischen 1981 und 1984 ihre größten Erfolge feierte. Alle Mitglieder der Band sind weiblich.

## Geschichte
Im Jahr 1978 fanden die Mitglieder der Band zusammen. Bekannt wurden sie durch Auftritte im Vorprogramm einer Madness-Tour.
Mit dem Titel Our Lips Are Sealed kam sie im Sommer 1981 erstmals in die Charts und in ihrer Heimat bis auf Platz 20. Kurz darauf folgte mit Beauty and the Beat ihr erstes Album, das sogar die Spitze der US-Charts erreichte. Mit We Got the Beat gelangten sie auch in den Singlecharts unter die ersten zehn Plätze. Ein weiterer Top-10-Erfolg wurde das Lied Vacation, das von der kurze Zeit später erschienenen, gleichnamigen LP stammte, die bis auf Platz 8 kletterte.
Nachdem das dritte Werk Talk Show im Frühjahr 1984 veröffentlicht wurde und nicht an die Erfolge der beiden Vorgänger anknüpfte, verließ im Herbst desselben Jahres Jane Wiedlin die Band. Nach zwei Auftritten bei Rock in Rio lösten die restlichen Mitglieder die Gruppe im Mai 1985 auf.
Im Frühjahr 1986 startete Belinda Carlisle eine erfolgreiche Solo-Karriere, in der sie besonders zwischen Herbst 1987 und Sommer 1996 erfolgreich war und es allein in Großbritannien auf sieben Top-Ten-Hits brachte.
Zu einer Wiedervereinigung kam es 1990. Seitdem wurden die Alben Return to the Valley of the Go-Go’s (1994) und God Bless the Go-Go’s (2001) veröffentlicht.
Zum 30-jährigen Jubiläum ihres Debütalbums erschien Beauty and the Beat im Mai 2011 in einer Neuausgabe, erweitert um einen Konzertmitschnitt aus dem „Club Metro“ in Boston vom August 1981.
Im August 2011 wurde die Band (in der Besetzung Belinda Carlisle, Charlotte Caffey, Gina Schock, Kathy Valentine und Jane Wiedlin) auf dem Hollywood Walk of Fame mit einem Stern der Kategorie Musikaufnahmen geehrt. Der Stern befindet sich bei der Adresse 6652 Hollywood Boulevard vor dem ehemaligen Nachtklub „The Masque“, wo die Band 1978 ihren ersten Auftritt hatte. Im Mai 2018 verkündete Jane Wiedlin ein Musical über das Wirken der Go-Go’s; Premiere in New York am 26. Juli 2018. Die Choreografie stammt von Spencer Liff, die Musik von Tom Kitt.
Am 12. Mai 2021 gab die Rock & Roll Hall of Fame bekannt, dass die Go-Go’s 2021 in selbige aufgenommen werden.

## Diskografie

### Studioalben
| Jahr | Titel                 | Höchstplatzierung, Gesamtwochen, AuszeichnungChartplatzierungen (Jahr, Titel, Platzierungen, Wochen, Auszeichnungen, Anmerkungen) | Höchstplatzierung, Gesamtwochen, AuszeichnungChartplatzierungen (Jahr, Titel, Platzierungen, Wochen, Auszeichnungen, Anmerkungen) | Anmerkungen                           |
| Jahr | Titel                 | UK | US | Anmerkungen                           |
| ---- | --------------------- | --- | --- | ------------------------------------- |
| 1981 | Beauty and the Beat   | — | US1 ×2Doppelplatin · (72 Wo.)US                                                                                                   | Erstveröffentlichung: 8. Juli 1981    |
| 1982 | Vacation              | UK75 (3 Wo.)UK | US8 Gold · (28 Wo.)US | Erstveröffentlichung: 11. August 1982 |
| 1984 | Talk Show             | — | US18 (32 Wo.)US | Erstveröffentlichung: 16. März 1984   |
| 2001 | God Bless the Go-Go’s | — | US57 (3 Wo.)US | Erstveröffentlichung: 15. Mai 2001    |

### Kompilationen
| Jahr | Titel                                    | Höchstplatzierung, Gesamtwochen, AuszeichnungChartplatzierungen (Jahr, Titel, Platzierungen, Wochen, Auszeichnungen, Anmerkungen) | Höchstplatzierung, Gesamtwochen, AuszeichnungChartplatzierungen (Jahr, Titel, Platzierungen, Wochen, Auszeichnungen, Anmerkungen) | Anmerkungen                            |
| Jahr | Titel                                    | UK | US | Anmerkungen                            |
| ---- | ---------------------------------------- | --- | --- | -------------------------------------- |
| 1990 | Greatest                                 | — | US127 (4 Wo.)US | Erstveröffentlichung: 5. Oktober 1990  |
| 1994 | Return to the Valley of the Go-Go’s      | UK52 (1 Wo.)UK | — | Erstveröffentlichung: 18. Oktober 1994 |
| 2000 | VH1 Behind the Music: Go-Go’s Collection | — | — | Erstveröffentlichung: 23. Mai 2000     |

### Singles
| Jahr | Titel Album                                                       | Höchstplatzierung, Gesamtwochen, AuszeichnungChartplatzierungen (Jahr, Titel, Album, Platzierungen, Wochen, Auszeichnungen, Anmerkungen) | Höchstplatzierung, Gesamtwochen, AuszeichnungChartplatzierungen (Jahr, Titel, Album, Platzierungen, Wochen, Auszeichnungen, Anmerkungen) | Anmerkungen                           |
| Jahr | Titel Album                                                       | UK | US | Anmerkungen                           |
| ---- | ----------------------------------------------------------------- | --- | --- | ------------------------------------- |
| 1981 | Our Lips Are Sealed Beauty and the Beat                           | UK47 (6 Wo.)UK | US20 (30 Wo.)US | Erstveröffentlichung: 12. Juni 1981   |
| 1982 | We Got the Beat Beauty and the Beat                               | — | US2 Gold · (19 Wo.)US | Erstveröffentlichung: 16. Januar 1982 |
| 1982 | Vacation                                                          | — | US8 (14 Wo.)US | Erstveröffentlichung: 26. Juni 1982   |
| 1982 | Get Up and Go Vacation                                            | — | US50 (9 Wo.)US | Erstveröffentlichung: September 1982  |
| 1984 | Head over Heels Talk Show                                         | — | US11 (16 Wo.)US | Erstveröffentlichung: Februar 1984    |
| 1984 | Turn to You Talk Show                                             | — | US32 (14 Wo.)US | Erstveröffentlichung: Juni 1984       |
| 1984 | Yes or No Talk Show                                               | — | US84 (3 Wo.)US | Erstveröffentlichung: September 1984  |
| 1990 | Cool Jerk Greatest                                                | UK60 (2 Wo.)UK | — | Erstveröffentlichung: Dezember 1990   |
| 1994 | The Whole World Lost Its Head Return to the Valley of the Go-Go's | UK29 (3 Wo.)UK | — | Erstveröffentlichung: November 1994   |